# Идэгути, Ёсукэ
Ёсукэ Идэгути (яп. 井手口 陽介 Идэгути Ёсукэ, род. 23 августа 1996, Фукуока) — японский футболист, центральный полузащитник клуба «Селтик», выступающий на правах аренды за «Ависпа Фукуока», и сборной Японии.

## Клубная карьера
Ёсукэ Идэгути — воспитанник клуба «Гамба Осака». В августе 2014 года он провёл 3 матча за резервную команду клуба в Джей-лиге 3. 29 апреля 2015 года он дебютировал в Джей-лиге 1, выйдя в основном составе в домашнем поединке против команды «Мацумото Ямага».

## Карьера в сборной
В составе молодёжной сборной Японии Ёсукэ Идэгути выиграл чемпионат Азии среди молодёжных команд 2016 года в Катаре, где он отметился забитым мячом в матче группового этапа с молодёжной сборной Саудовской Аравии.
Ёсукэ Идэгути в составе олимпийской сборной Японии играл на футбольном турнире Олимпийских игр 2016 года в Рио-де-Жанейро. Он провёл два из трёх матча своей сборной на этом соревновании.
В главную национальную сборную Японии Идэгути впервые был вызван в конце 2016 года на товарищеский матч со сборной Омана. Однако в матче, прошедшем 11 ноября, он на поле выходил, оставшись на скамейке запасных. Его дебют в форме «синих самураев» состоялся 7 июня 2017 года в товарищеской игре с Сирией. Свой первый гол за национальную сборную Идэгути забил в ворота сборной Австралии в матче отборочного турнира к чемпионату мира 2018 31 августа 2017 года.